# Kostena reka
Kostena reka (bułg. Костена река) – wieś w północno-wschodniej Bułgarii, w obwodzie Szumen, w gminie Szumen. Według danych Narodowego Instytutu Statystycznego, 31 grudnia 2011 roku wieś liczyła 47 mieszkańców.